# احمد فؤاد نجم
احمد فواد نجم (به عربی: أحمد فؤاد نجم) (۲۲ مه ۱۹۲۹ – ۳ دسامبر ۲۰۱۳) یکی از شاعران بزرگ مصری بود. نجم بیشتر به خاطر کارهایی که برای آهنگساز مصری شیخ امام انجام داده بود معروف شد. از او هم چنین با عنوان شاعر وطن‌پرست وانقلابی در شعر عربی مصری نام می‌برند. نجم در شعر بومی مصری با عنوان الفاجومی شناخته می‌شود.

## اوایل زندگی
احمد فواد نجم در خانواده‌ای کشاورز در استان الشرقیه مصر به دنیا آمد. مادرش حنم مرسی نجم، یک زن خانه‌دار بود و پدرش محمد عزت نجم یک افسر پلیس. هنگامی که پدرش فوت کرد، نزد عمویش در زقازیق رفت تا با او زندگی کند اما تا سال ۱۹۳۶ که با شاعر معروف عبد الحلیم حافظ‌ دیدار کرد در یتیم خانه زندگی می‌کرد. در سال ۱۹۴۵ که تنها ۱۷ سال داشت یتیم خانه را رها کرد و به شهرش برگشت.

## جوایز
- در سال ۲۰۰۷ به عنوان سفیر امریکا در امور فقرا انتخاب شد.[۲]
- در سال ۲۰۱۳ موفق به کسب جایزه Prince Claus شد.[۳][۴][۵]

## مرگ
در ساعت های اولیه روز ۳ دسامبر ۲۰۱۳ نجم در سن ۸۴ سالگی در مصر از دنیا رفت.